# 2008年北京オリンピックのブラジル選手団
2008年北京オリンピックのブラジル選手団（2008ねんペキンオリンピックのブラジルせんしゅだん）は、2008年8月8日から8月24日にかけて中国の北京を主として開催された2008年北京オリンピックのブラジル選手団、およびその競技結果。

## 概要
今大会は金メダル3個、銀メダル4個、銅メダル10個の合計17個のメダルを獲得した。

## メダル
| メダル | 選手名 | 競技         | 種目             |
| ------ | --- | ------------ | ---------------- |
| 金     | マウレン・マギ | 陸上         | 女子走幅跳       |
| 金     | セーザル・シエロ | 競泳         | 男子50m自由形    |
| 金     | バレウスカ・オリベイラ カロリナ・アルブケルケ マリアーネ・ステインブレシェル パウラ・ペケーノ タイーザ・メネセス エリア・ソウザ バレスカ・メネセス ファビアナ・クラウジノ ウェリサ・ゴンザーガ ジャケリネ・カルバリョ シェイラ・カストロ ファビアナ・オリベイラ | バレーボール | 女子             |
| 銀     | アンドレイア シモーニ アンドレイア・ロサ タニア レナタ・コスタ マイコン ダニエラ フォルミガ エステル マルタ クリスチアニ バルバラ フランシエリ プレチーニャ ファビアナ エリカ マウリーニ ロサナ                                                                 | サッカー     | 女子             |
| 銀     | ブルーノ・レゼンデ マルセロ・エルガートン アンドレ・エレル サムエル・フチス ジルベルト・ゴドイフィリョ ムーリオ・エンドレス アンドレ・ナシメント セルジオ・ドゥトラ・サントス アンデルソン・ロドリゲス グスタボ・エンドレス ロドリゴ・サンタナ ダンテ・アマラウ | バレーボール | 男子             |
| 銀     | マルシオ・アラウジョ ファビオ・ルイス | ビーチバレー | 男子             |
| 銀     | ロベルト・シェイド ブルーノ・プラダ | セーリング   | 男子スター級     |
| 銅     | ビセンチ・デ・リマ サンドロ・ビアナ ブルーノ・デ・バロス ジョゼ・カルロス・モレイラ | 陸上         | 男子4×100mリレー |
| 銅     | ホセマール・コエリョ・ネト ルシマール・デ・モウラ タイサ・プレスチ ロザンジェラ・サントス | 陸上         | 女子4×100mリレー |
| 銅     | セーザル・シエロ | 競泳         | 男子100m自由形   |
| 銅     | ジエゴ・アウヴェス ラフィーニャ アレックス・シウバ チアゴ・シウバ エルナネス マルセロ アンデルソン ルーカス パト ロナウジーニョ ラミレス レナン イウシーニョ ブレーノ ジエゴ チアゴ・ネーヴィス ソビス ジョー                                                   | サッカー     | 男子             |
| 銅     | リカルド・サントス エマニュエル・レゴ | ビーチバレー | 男子             |
| 銅     | フェルナンダ・オリヴェイラ イザベル・スワン | セーリング   | 女子470級        |
| 銅     | レアンドロ・ギルヘイロ | 柔道         | 男子73kg級       |
| 銅     | ティアゴ・カミロ | 柔道         | 男子81kg級       |
| 銅     | ケトレイン・クアドロス | 柔道         | 女子57kg級       |
| 銅     | ナタリア・ファラビーニャ | テコンドー   | 女子67kg超級     |

## 陸上競技
- 女子代表
  - 棒高跳 - ファビアナ・ムレル

## サッカー
- 男子代表
- 女子代表

## バレーボール
- バレーボールブラジル男子代表
- バレーボールブラジル女子代表

## 体操競技

### 体操
- 女子団体

## ハンドボール
- 男子
- 女子